# Capitol Theatre (Aberdeen)
Pour les articles homonymes, voir Théâtre Capitol.
Le Capitol Theatre est un ancien cinéma et salle de concert, situé Union Street à Aberdeen, en Écosse.

## Historique
Le Capitol a ouvert en février 1933, sur le site d'Electric Cinema, une ancienne salle de cinéma. Construit sur les plans des architectes A.G.R. Mackenzie et Clement George, il pouvait accueillir 2 100 spectateurs. En 1933, le Capitol était le cinéma le plus luxueux d'Aberdeen, avec des équipements de scène complets, un système d'éclairage d'Holophane et un orgue Compton.
Outre sa fonction de salle de cinéma, le Capitol présentait régulièrement des spectacles de scène, qui sont progressivement devenus prépondérants. Le dernier film a été montré en 1995 et la salla a fermé en 1998, seul un bar restant ouvert à l'avant du bâtiment. 
Au début des années 2000, le Capitol a été transformé en discothèque : la partie arrière du bâtiment a été en grande partie rénovée, et la plupart des autres caractéristiques ont été enlevées. La discothèque a fermé en 2009. 
Le Capitol est un bâtiment classé catégorie B. En septembre 2013, un permis de construire a été accordé à Knight Property Group pour rénover le tiers avant de l'immeuble et remplacer l'auditorium à l'abandon. C'est aujourd'hui un bâtiment moderne de bureaux de neuf étages et 6 750 m2.